# Søren Kaalund
Søren Kaalund (født 5. september 1957) er en dansk læge, musiker og tidligere fodboldspiller. Han var i perioden 2008-2016 tilknyttet som læge på Danmarks fodboldlandshold og har sideløbende været tilknyttet som holdlæge for AaB i en længere årrække. Kaalund var aktiv som spiller for AaB, hvor han er noteret for 25 kampe og 4 mål for AaB's førstehold. Han har derudover også spillet for IHF-Århus og IK Skovbakken.
Som musiker optræder Søren Kaalund i bandet Kaalund og Kometerne.